# Виногродський Анатолій Анатолійович
Анато́лій Анато́лійович Віногро́дський (нар. 27 грудня 1958) — підполковник Національної гвардії України, учасник російсько-української війни.

## Біографія
Народився 27 грудня 1958 року в Києві.
Після закінчення школи в 1975 році поступив на ракетно-артилерійський факультет Калінінградського Вищого військово-морського училища. Після закінчення КВВМУ у 1980 році, був направлений для проходження військової служби в Приморський край до 10 оперативної ескадри ТОФ. Де й служив на посадах командира батареї БПК «Ташкент», командира БЧ-2 СКР « Лєтучій», командира зенітно-ракетного дивізіону БПК «В.Чапаєв»
В грудні 1992 року у званні капітан 3 рангу вийшов на пенсію з посади помічника командира крейсера.
У 1995 році повернувся до України, отримав громадянство і працював у комерційних підприємствах на посадах головного бухгалтера та фінансового директора.
26 липня 2014 року добровольцем пішов до лав батальйону «Донбас». Був учасником штурму Іловайська (виконував обов‘язки заступника командира батальйону по озброєнню). Пройшов «зелений коридор».
Ходив на переговори з російськими військовиками.
З лютого 2014 року — начальник штабу батальйону спецпризначення «Донбас».
В грудні 2014 р. з РОРа в Мирній долині (Луганська обл) організував блокаду контрабанди терористів.
З квітня 2015 по липень 2016 року — командир батальйону «Донбас».
В 2017 році координатор «Блокади торгівлі на крові», учасник захисту фермерів від рейдерських нападів. Учасник акції протесту на вул. Грушевського з 17.10.2017 по 25.11.2017, поки не був заарештований.
Комітет захисту політв'язнів вніс А.Віногродського до списку політрепресованих.
26 листопада 2017 року Анатолія Виногродського було затримано Національною поліцією у Києві. Затримання пояснюють тим, що 27 липня 2017 року Виногродський здійснив напад на охоронця приватної сільськогосподарської фірми у Кіровоградській області.
27 листопада Жовтневий районний суд Маріуполя у закритому режимі провів засідання і відправив Виногродського під арешт на 60 діб.

## Нагороди
За особисту мужність і високий професіоналізм, виявлені у захисті державного суверенітету та територіальної цілісності України, відзначений:
- орденом «За мужність» III ступеня (2015) [6]

### Інтерв'ю
- Сергей Гармаш, Экс-комбат "Донбасса": "Мы не хотим иметь дело с этими козлами и вместе с Добровольческой армией Яроша начали организовывать добровольческий батальон" [Архівовано 27 січня 2020 у Wayback Machine.] (рос.) // ostro.org, 23 листопада 2016

| Емблема Збройних сил України | Це незавершена стаття про військового чи військову Збройних сил України. Ви можете допомогти проєкту, виправивши або дописавши її. |